# Mempang II
Mempang II is een bestuurslaag in het regentschap Padang Lawas Utara van de provincie Noord-Sumatra, Indonesië. Mempang II telt 257 inwoners (volkstelling 2010).